# HD Hyundai Heavy Industries
HD Hyundai Heavy Industries (en coreano 에이치디현대중공업 주식회사, castellanizado: Eichidi Hyeondae Junggongeop jusik hoesa) es una compañía especializada en la construcción naval, principalmente de buques y tanqueros para el transporte de petróleo y sus derivados. Su sede principal está situada en Ulsan, Corea del Sur.
Su red de distribución de productos de energía solar cubre más de 72 distribuidores y mayoristas, a través de más de 20 países  diferentes

## Historia
Chung Ju-yung fundó Hyundai, una empresa constructora, en el año 1947, luego de culminada la ocupación estadounidense posterior a la Segunda Guerra Mundial. Chung decidió ingresar al negocio de construcción de barcos a principios de la década de 1970 y construyó su propio astillero, a pesar de que Hyundai no poseía ni experiencia previa en este rubro, ni capital suficiente para llevar adelante el negocio; mucho menos la tecnología requerida para acometer dicha empresa. Sin embargo, la compañía se adjudicó la construcción de dos tanqueros VLCC (Very Large Crude Carrier) de 260.000 toneladas, encargados por el empresario griego George Livanos, cuando el futuro astillero Hyundai aún estaba en etapa de proyecto.
El 23 de marzo de 1972 empezaron las excavaciones de terreno en una estrecha franja de costa vacía en las afueras de la ciudad de Ulsan, para construir lo que se convertiría con los años en el astillero más grande del mundo. Debido a la premura por la adjudicación de la orden de construcción de los dos tanqueros, Hyundai realizó la construcción simultánea de los dos barcos y el astillero. Dos años más tarde, se realizó su ceremonia inaugural, también simultánea, de ambas obras, lo cual capturó la atención de la comunidad naviera internacional y marcó el primer hito en la historia de Hyundai como constructor de buques.
En febrero de 2002, Hyundai Heavy Industries se separó oficialmente del Grupo Hyundai, formando el Grupo Hyundai Heavy Industries, que incluye además a Hyundai Samho Heavy Industries y a Hyundai Mipo Dockyard. En diciembre de 2022, en celebración del 50.º aniversario de la compañía en el campo de la construcción naval, el grupo fue renombrado como HD Hyundai.

## Divisiones
En la actualidad, Hyundai Heavy Industries está formada por seis divisiones, a saber:
- Shipbuilding(Astilleros)
- Offshore & Engineering (Ingeniería y Actividades Foráneas)
- Industrial Plant & Engineering (Ingeniería y Plantas Industriales)
- Engine & Machinery (Motores y Maquinaria)
- Electro Electric Systems (Sistemas Electroeléctricos)
- Construction Equipment (Equipos de Construcción)
- Import and Export (Proyectos y facilidades de importación y exportación)]

Existe además la División de Mercadeo (Marketing Division), que coordina e incorpora las operaciones de mercadeo y ventas de cada división.